# Vätskebalans

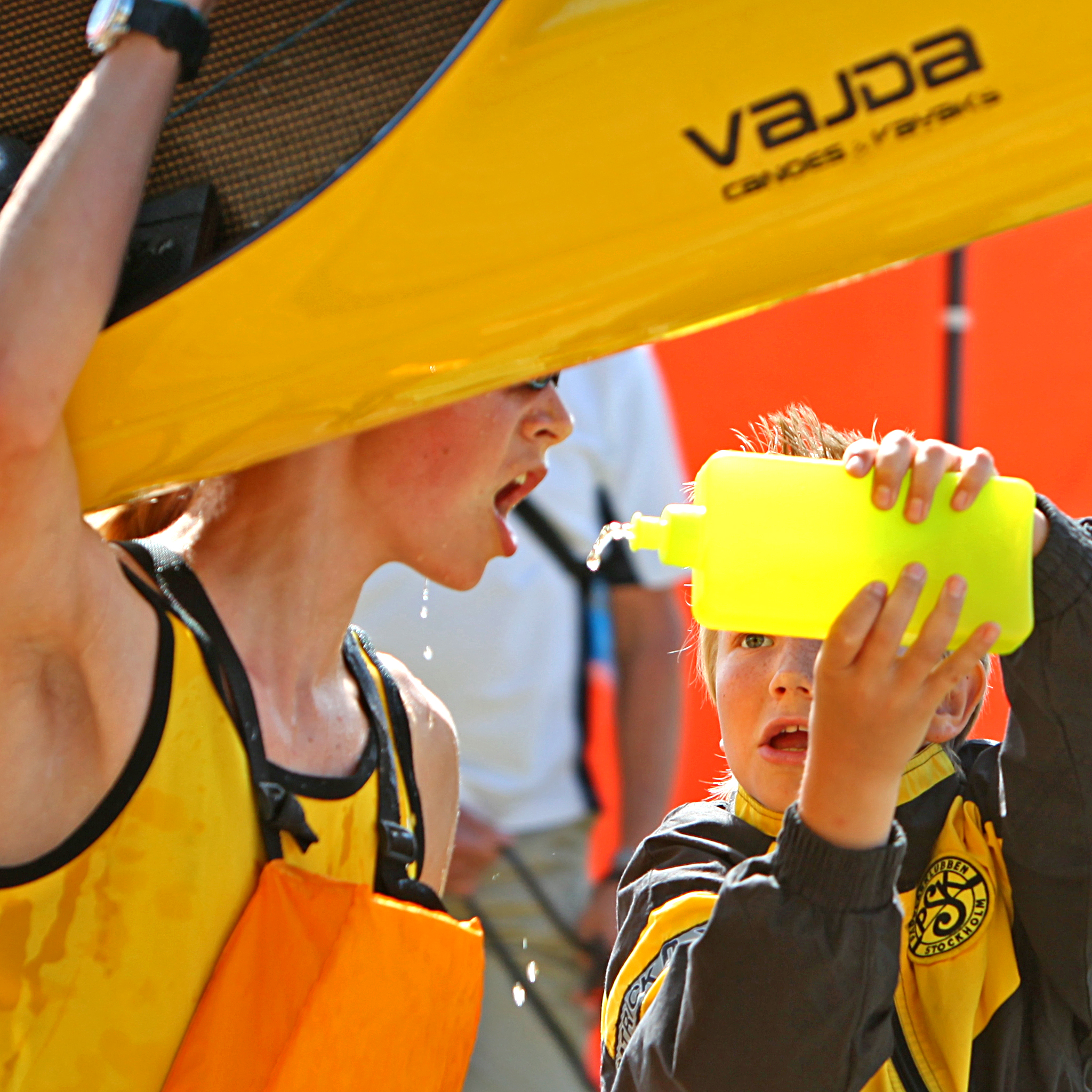
En kanotist får assistans vid Kanot-SM 2009.

Vätskebalansen påverkas av mängden vatten, salt och kalium som intas via föda och dryck och är balansen mellan kroppens vätska, natrium och kalium, och regleras av njurarna. Njurarnas aktivitet regleras fysiologiskt i sin tur av bland annat blodburna hormoner som utsöndras som svar på stimulering från autonoma nervsystemet.

## Vätskebalansens funktion
Vätskebalansen består av vatten mellan kroppens olika vätskerum: det intracellulära (cellerna), det interstitiella (mellanrummet mellan cellerna) och det intravasala (kärlen). Mellan dessa pågår ett ständigt och snabbt utbyte av vatten och, intimt förknippat härmed, av elektrolyter, framförallt natrium- och kaliumjoner. 
En volymrubbning i ett av vätskerummen återverkar på de båda övriga. Vid en akut blödning med minskning av blodvolymen tränger således vätska snabbt in i kärlsystemet från det interstitiella rummet.
Normalt håller kroppsvätskorna en konstant koncentration av lösta partiklar (osmolalitet) på 285-295 milliosmol per kg vatten. Att osmolaliteten, som anger det osmotiska trycket, kan hållas inom dessa snäva gränser beror på ett flertal regleringsmekanismer. En av dessa är att vätskebrist (uttorkning) via centra i hjärnan utlöser törst och ökat vattenintag.
I huvudsak regleras dock osmolaliteten av njurarna. När den stiger frigörs från hypofysens baklob antidiuretiskt hormon, ADH. Detta påverkar njurarna, så att urinen blir mer koncentrerad och minskar i mängd, vatten hålls tillbaka och blodet kan spädas ut till normal osmolalitet. En viktig roll spelar också binjurebarkhormonerna aldosteron och kortisol, vilka vid minskning av blodvolymen förmår njuren att hålla tillbaka både natrium och vatten, så att blodvolymen återgår till det normala.
Rubbningar i vätske- och elektrolytbalansen förekommer vid de flesta svåra sjukdomstillstånd och efter större operationer. Genom att följa intag och förluster av vätska samt laboratorievärden på viktiga elektrolyter och syra-basjämvikten kan man fastställa rubbningens art och häva den genom intravenös tillförsel av lämpliga infusionslösningar (vätsketerapi).